# 奧西尼夫卡 (巴赫馬奇區)
51°4′11″N 32°40′43″E / 51.06972°N 32.67861°E
奧西尼夫卡（烏克蘭語：Осинівка），是烏克蘭北部的村莊，隸屬切爾尼希夫州的尼任區。該村始建於1935年，面積0.2平方公里，海拔高度146米，2006年人口21，人口密度每平方公里98.1人。